# 杜江 (政府官员)
杜江（1964年11月—），男，汉族，山东诸城人。中华人民共和国政治人物，中国共产党党员。曾任文化和旅游部党组成员，副部长。

## 生平
1964年11月出生在山东诸城，1981年9月，就读于南开大学旅游学系旅游外语专业，获文学学士学位，后就读于南开大学国际经济研究所世界经济专业，获经济学博士学位。1984年12月加入中国共产党，1985年7月参加工作，任南开大学旅游学系副主任、主任和国际商学院副院长等职。1999年2月任北京第二外国语学院副院长，同年12月出任院长，党委常委，兼任学术委员会主任和学位委员会主任，是全国最年轻的大学校长之一。
2006年4月，调任北京市旅游局局长；2007年7月，任国家旅游局副局长、党组成员。2008年1月至2010年4月兼任中国旅游研究院院长，2009年1月兼任中国旅游协会副会长，2009年2月兼任海峡两岸旅游交流协会执行会长。
2018年3月，任新组建的文化和旅游部党组成员；2018年10月，任香港中旅（集团）有限公司董事、总经理；2020年12月，重返文化和旅游部，任副部长。
2025年1月23日，不再担任文化和旅游部副部长。

## 学术成就
教授，主要研究领域为旅游企业经营管理，享受国务院政府特殊津贴，先后出版专著、教材和译著20余部，发表学术论文50余篇，主持和参与国家级、省部级和其他科研项目近20项。
其他社会职务包括国家社科基金项目学科评审组专家、教育部高等学校工商管理学科专业教学指导委员会副主任、中国社会科学院旅游研究中心特邀研究员、国际旅游科学院（IAST）院士、亚太旅游学会（APTA）中国国家代表、北京旅游发展研究基地首席专家、美国夏威夷大学旅游管理学院高级访问学者等。

## 代表著作
- 《旅行社管理比较研究》（2000，旅游教育出版社，第一署名）
- 《旅行社经营与管理》（2001，南开大学出版社）
- 《旅游企业跨国经营战略研究》（2001，旅游教育出版社）
- 《中国旅行社发展现状与发展对策研究》
- 《中国公民出境旅游消费行为模式研究》